# 드럼 연주자

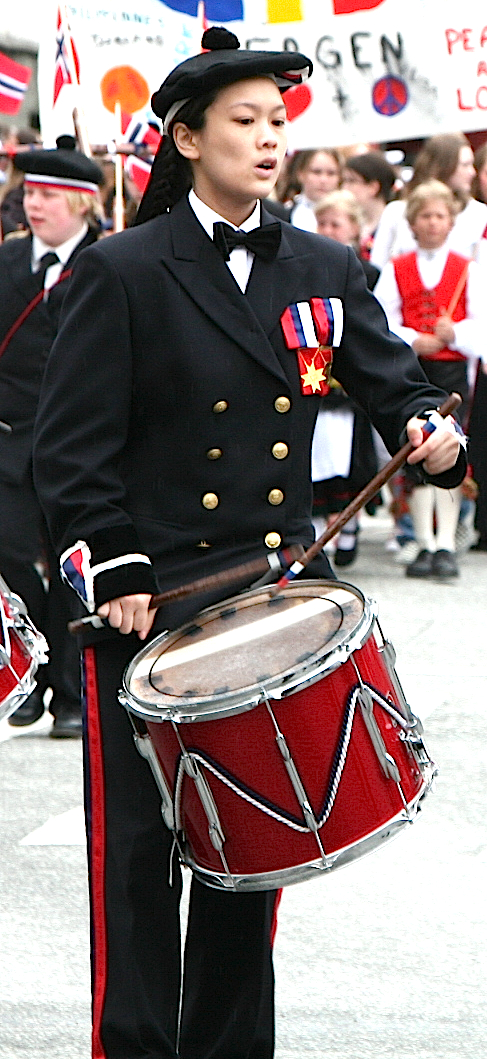

드럼 연주자, 드러머(drummer)는 북, 그 중에서도 특히 드럼 세트, 핸드 드럼 등을 연주하는 음악가이다. 록, 팝, 재즈, R&B 음악을 연주하는 대부분의 현대 서양 밴드는 시간 측정 및 음악적 음색을 꾸미는 등의 목적으로 드러머를 고용한다. 드러머의 장비에는 드럼 키트(또는 "드럼 세트" 또는 "트랩 세트")가 포함되는데, 여기에는 다양한 드럼, 심벌즈, 그리고 페달, 스탠드, 드럼 스틱과 같은 다양한 액세서리가 포함된다.
특히 여러 나라의 전통 음악에서 드러머는 드럼 키트 대신 다양한 크기와 디자인의 개별 드럼을 사용한다. 어떤 드러머는 손만으로 드럼을 친다.
대규모 앙상블에서는 드러머가 다른 타악기 연주자들과 함께 리듬 섹션에 참여하기도 한다. 이러한 연주자들은 보컬을 포함한 멜로디 악기 연주자들이 음악 연주를 조화롭게 할 수 있도록 타이밍과 리듬의 토대를 제공한다.
저명한 일부 드럼 연주자는 다음을 포함한다: 맥스 로치, 링고 스타(비틀즈), 존 보냄(레드 제플린), 진저 베이커(크림 (밴드)), 키스 문(더 후), 닐 피어트(러시 (밴드)), 버디 리치, 토니 윌리엄스, 엘빈 존스, 실라 E., 브라이언 블레이드, 잭 디조넷, 필 러드(AC/DC), 로저 테일러(퀸 (밴드)), 찰리 와츠(롤링 스톤스), 닉 메이슨(핑크 플로이드), 빌 워드(블랙 사바스), 채드 스미스(레드 핫 칠리 페퍼스), 트래비스 바커(블링크-182), 필 콜린스(제네시스 (밴드)), 릭 앨런(데프 레퍼드), 알렉스 반 헤일런(반 헤일런), 트레 쿨(그린 데이), 데이브 그롤(너바나), 조이 조디슨(슬립낫), 라스 울리히(메탈리카), 토미 리(머틀리 크루), 더 레브(머틀리 크루), 더 레브(어벤지드 세븐폴드)
월드, 재즈, 클래식, 일렉트로니카와 같은 일부 음악 스타일에서는 드러머가 주된 리듬 기능 외에도 솔로와 리드 연주를 담당하기도 하는데, 이때 음악의 주요 특징은 리듬 전개이다. 드러머는 뛰어난 지구력과 손-눈-다리의 협응력을 가진 경향이 있다.
드러머가 타임키핑이나 솔로 연주에 사용할 수 있는 도구는 다양하다. 심벌즈(차이나, 크래시, 라이드, 스플래시, 하이햇 등), 스네어, 탐, 보조 타악기(벨, 라틴 드럼, 카우벨, 템플 블록) 등이 있다. 또한 베이스 드럼에는 싱글, 더블, 트리플 베이스 페달을 사용할 수 있다.

## 군대의 드럼 연주자
자동차로 물자 수송이 광범위하게 보급되기 이전에는 고수(鼓手)의 연주자가 전장에서 중요한 역할을 담당하였다. 드럼의 일정한 리듬은 행군 속도를 완만하게 하였고, 플룻 등의 관악기 반주와 함께 전장에서 군인의 사기를 드높이는 역할을 하기도 하였다. 또한, 퍼레이드나 열병식 등 여러 가지 식전이나 제전에서도 고수들이 연주하기도 하였다.
유럽과 그 식민지 뿐만 아니라 동양에서도 군대에서 북을 치는 음악은 전통으로 확립되어 있었다. 13세기 후반 오스만 1세가 터키군의 비잔틴 국경 사령관으로 임명되었을 때, 그는 셀주크 술탄의 악기 이양으로 상징적으로 취임하였다. 오스만 제국에서는 최고 사령관의 지위가 군 악단의 규모에 반영되어 있었고, 가장 큰 북은 술탄을 위해 존재하기도 했다.

## 같이 보기
- 드럼 머신
- 백파이프 밴드